# Ally Hafidhi
Ally Tahir Ali Hafidhi, né le 30 octobre 1953, est un ancien arbitre tanzanien de football, qui fut arbitre international jusqu'en 1994. 

## Carrière
Il a officié dans des compétitions majeures : 
- CAN 1986 (1 match)
- CAN 1988 (2 matchs)
- Coupe du monde de football des moins de 16 ans 1989 (3 matchs)
- CAN 1990 (1 match)
- Coupe d'Afrique des vainqueurs de coupe de football 1990 (finale aller)
- CAN 1992 (1 match)